# Friedelsheim
Ne doit pas être confondu avec Friedolsheim.
Friedelsheim est une municipalité allemande située dans le land de Rhénanie-Palatinat et l'arrondissement de Bad Dürkheim.